# Biología de sistemas

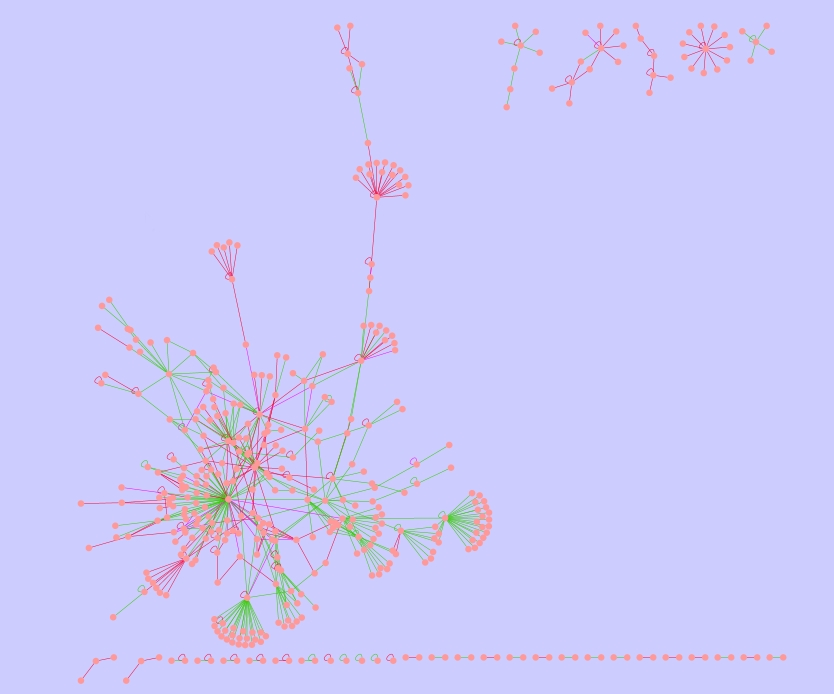
Red de regulación de operones de e.coli. Imagen generada en el software cytoscape.

La biología sistémica o biología de sistemas es el campo de investigación interdisciplinaria de los procesos biológicos en el que las interacciones de los elementos, internos y externos, que influyen en el desarrollo del proceso se representan con un sistema matemático. Este enfoque "holístico" o "global" permite comprender integradamente el funcionamiento de los sistemas (procesos) biológicos y profundizar en el entendimiento de cómo sus interacciones internas y con otros sistemas conllevan a la aparición (emergencia) de nuevas propiedades. Prácticamente cualquier proceso biológico puede ser objeto de estudio de la biología sistémica, como por ejemplo, el crecimiento de una célula, la interacción entre dos bacterias o la circulación sanguínea en un organismo. La biología sistémica comenzó a desarrollarse en los años 1960, pero se estableció como disciplina académica alrededor del año 2000. 
Convencionalmente, en el estudio de los procesos biológicos se utiliza el método científico clásico, que se basa en la confirmación o refutación de una hipótesis al confrontarla con los resultados experimentales. La biología sistémica utiliza un enfoque distinto basado en la modelización matemática de los procesos en estudio. Como resultado de la simulación, al poner a funcionar los modelos matemáticos con los que se representa al proceso, se obtiene una serie de predicciones del estado del proceso biológico que corresponderían a los resultados experimentales esperados. Durante las simulaciones, la red de interacciones entre los elementos que componen al proceso biológico se representa con un sistema de ecuaciones diferenciales. Los valores de las características de esos elementos a distintos tiempos y bajo diversas condiciones experimentales (simuladas) son predecibles porque la dinámica, es decir los cambios del estado de ese sistema modelado, es calculable matemáticamente. Sin embargo, no puede afirmarse rotundamente que la biología de sistemas no utilice el método científico, ya que hace uso extenso de métodos experimentales para, en primer lugar, construir un modelo matemático utilizando un set de datos de "entrenamiento" (training dataset), que luego necesitan ser validados por un set de datos de replicación.
La biología sistémica es un área interdisciplinaria en la que participan: Médicos, biólogos, bioquímicos, matemáticos, físicos, programadores, ingenieros en control automático y teoría de sistemas, entre otros.

## Historia
La biología de sistemas tiene sus raíces en: 
- el modelado cuantitativo de cinética enzimática, una disciplina que floreció entre 1900 y 1970.
- los modelos matemáticos de estudio del crecimiento de poblaciones,
- simulaciones desarrolladas para estudiar neurofisiología, y
- teoría de control y cibernética

Uno de los teóricos que puede ser visto como precursor de la biología de sistemas es Ludwig von Bertalanffy, por su teoría general de sistemas. En 1952, los neurofisiólogos británicos y los ganadores del premio Nobel Alan Lloyd Hodgkin y Andrew Fielding Huxley construyeron un modelo matemático describiendo el potencial de acción que se propagaba a través del axón de una neurona. En 1960, Denis Noble desarrolló el primer modelo computacional de un corazón latente. 
La década de 1960 vio el desarrollo de varias aproximaciones al estudio de sistemas complejos moleculares, como por ejemplo el análisis del control metabólico y la teoría de sistemas bioquímicos. El éxito de la biología molecular a través de la década de 1980, pareado con una escepticismo hacia la biología teórica, causaron que el modelado cuantitativo de procesos biológicos se convirtiera en un campo científico menor. 
Sin embargo, el nacimiento de la genómica funcional en la década de 1990 significó que una gran cantidad de información de alta calidad se hizo disponible, al tiempo que las posibilidades de la ciencia computacional crecía a pasos agigantados, lo que permitió construir modelos más complicados y realistas. En 1997 el grupo de Masaru Tomita publicó el primer modelo cuantitativo del metabolismo completo de una célula hipotética (simplificada). 
Cerca del año 2000, cuando los institutos de sistemas en biología estaban siendo establecidos en Seattle y Tokio, la biología de sistemas emergió como un movimiento en su propio derecho, espoleado por la culminación de varios proyectos de genoma, el largo incremento de información de las ómicas (e.g. genómica, metabolómica y proteómica), y los avances que acompañaron a los experimentos así como también la bioinformática. Desde entonces, varios institutos de investigación dedicados a la biología de sistemas han sido desarrollados. Desde 2006, debido a la escasez de gente trabajando en biología de sistemas, varios doctorados en biología de sistemas han sido establecidos en varias partes del mundo.

## Aplicaciones
Las aplicaciones más importantes apuntan hacia la farmacología y la biotecnología.